# Limnephilus kudiensis
Limnephilus kudiensis là một loài Trichoptera hóa thạch trong họ Limnephilidae.